# Alberto Gilardino
Alberto Gilardino (* 5. Juli 1982 in Biella) ist ein ehemaliger italienischer Fußballspieler. Gilardino spielte auf der Position des Stürmers und stand bis Ende 2018 bei Spezia Calcio unter Vertrag. Inzwischen arbeitet er als Trainer. Seit Juni 2025 ist er Cheftrainer des Pisa Sporting Club.

## Karriere als Spieler

### Im Verein
In der Saison 2003/04 wurde Alberto Gilardino in der Torschützenliste der Serie A Zweiter hinter Andrij Schewtschenko (23 Tore in 34 Spielen). Auch in der Saison 2004/05 fand er nach anfänglichen Schwierigkeiten zu seiner Treffsicherheit zurück. Mit 23 Treffern in 38 Spielen trug zum Klassenerhalt seines in finanziellen Schwierigkeiten steckenden Vereins AC Parma (ab 2004 FC Parma) bei. Zudem wurde er damit zum zweiten Mal nacheinander Zweiter in der Torschützenliste (hinter Cristiano Lucarelli vom AS Livorno).
Am 18. Juli 2005 unterschrieb er einen Fünfjahresvertrag beim AC Mailand, der 25 Millionen Euro Ablösesumme an den AC Parma zahlte. Nach drei Jahren beim AC Mailand wechselte Gilardino zur AC Florenz, bei dem er ebenfalls einen Fünfjahresvertrag unterzeichnete.
In der Winterpause 2011/12 verpflichtete der CFC Genua Gilardino. Zur Saison 2012/13 wechselte Gilardino auf Leihbasis zum FC Bologna.
Am 11. Juli 2014 wurde bekannt, dass Gilardino mit sofortiger Wirkung zum chinesischen Erstligisten Guangzhou Evergrande wechselt, wo er auf seinen ehemaligen Nationaltrainer Marcello Lippi traf. Er unterschrieb für zweieinhalb Jahre. Ab Januar 2015 wurde Gilardino bis Saisonende an die AC Florenz ausgeliehen. Seit Sommer 2015 spielt er für US Palermo.
Nach einer Saison bei der US Palermo, spielte Gilardino in der Hinrunde der Spielzeit 2016/17 für den FC Empoli. Im Januar 2017 wechselte er zum Ligakonkurrenten Delfino Pescara 1936. Nach einem halben Jahr wechselte Gilardino zu Spezia Calcio, wo er im Sommer 2018 seine Karriere beendete.

### In der Nationalmannschaft
Gilardino wurde 2004 mit der italienischen U-21-Nationalmannschaft Europameister und Bronzemedaillengewinner bei den Olympischen Sommerspielen in Athen. Mit 19 Treffern ist er Rekordschütze der U-21-Nachwuchsmannschaft Italiens.
Gilardino bestritt unter Coach Marcello Lippi am 4. September 2004 mit dem WM-Qualifikationsspiel gegen Norwegen sein erstes Länderspiel. 2006 gehörte er zum italienischen Weltmeisterkader bei der Fußball-Weltmeisterschaft 2006 in Deutschland, wurde fünfmal eingesetzt und erzielte ein Tor. 2010 wurde er von Nationaltrainer Lippi für den WM-Kader Italiens nominiert. Er spielte dort in den ersten beiden Vorrundenpartien von Beginn an. Im entscheidenden Spiel gegen die Slowakei (2:3) kam er nicht mehr zum Einsatz; Italien schied nach der Vorrunde aus.
Am 7. Juni 2011 absolvierte Gilardino beim 2:0-Sieg in einem Freundschaftsspiel gegen Irland sein vorerst letztes Länderspiel. Nachdem er im September 2011 in den EM-Qualifikationsspielen gegen die Färöer und gegen Slowenien im Kader gestanden hatte, wurde er in der Folgezeit für ein Jahr nicht mehr nominiert. Erst am 6. Februar 2013 lief er bei einem Freundschaftsspiel gegen die Niederlande wieder für die italienische Nationalmannschaft auf.

## Karriere als Trainer
Er begann seine Trainerkarriere im Oktober 2018 als Co-Trainer beim Serie-D-Klub AC Rezzato. Im Februar 2019 wurde er als Nachfolger von Luca Prina zum Cheftrainer ernannt. Nach Auslaufen des Vertrages wechselte er in die Serie C zum FC Pro Vercelli. Dort blieb er ein Jahr und wurde 14. Am 9. September 2020 ging in die Serie D zu ACN Siena. Im Januar 2021 verließ er den Klub auf Platz 2 liegend, kehrte im Februar zurück und stieg im Sommer in die Serie C aus. Am 24. Oktober 2021 wurde er nach schwachem Saisonstart entlassen. Im Sommer 2022 übernahm er die U19 von CFC Genua. Nach der Entlassung von Alexander Blessin wurde zunächst interimsweise Cheftrainer und erhielt später einen Vertrag bis zum Saisonende. Im Sommer 2023 gelang ihm der Aufstieg in die Serie A. Am 19. November 2024 wurde er, auf Platz 17 liegend von seinen Aufgaben entbunden.
Am 27. Juni 2025 nahm er den Trainerjob beim Serie-A-Aufsteiger Pisa Sporting Club an und folgte auf Filippo Inzaghi. Gilardino unterschrieb einen Vertrag über zwei Jahre mit einer Option auf ein weiteres Jahr.

## Erfolge
Als Nationalspieler 
- Weltmeister: 2006
- Dritter des Confed-Cups: 2013
- U-21-Europameister: 2004

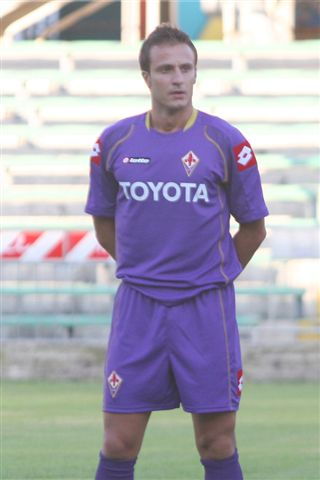
Gilardino im Trikot der AC Florenz (2008)

- Bronzemedaille beim olympischen Fußballturnier: 2004

 Mit dem Verein
- FIFA-Klub-Weltmeisterschaft: 2007
- UEFA Champions League: 2006/07
- UEFA Super Cup: 2007
- Chinese Super League: 2014

Auszeichnungen
- Torschützenkönig der U-21-Europameisterschaft 2004 (zusammen mit Johan Elmander)
- Bester Spieler der U-21-Europameisterschaft 2004
- Nachwuchsspieler des Jahres in der Serie A: 2004
- Serie A Fußballer des Jahres: 2005
- Italiens Fußballer des Jahres: 2005

 Als Trainer
- Aufstieg in die Serie A mit CFC Genua: 2023